# Orotidine
L'orotidine est un nucléoside formé d'acide orotique lié à un résidu de ribose via une liaison β-N1-osidique. On la trouve chez les bactéries, les mycètes et les plantes. Elle a été isolée en 1951 à partir du genre Neurospora (en). Chez l'homme, elle est présente sous forme d'orotidine monophosphate, qui est un intermédiaire de la biosynthèse de nucléotides pyrimidiques, la cytidine et l'uridine, qui entrent dans la composition des acides nucléiques ; l'orotidine elle-même n'est pas, en revanche, un constituant des acides nucléiques.